# Сансет (Юта)
Сансет (англ. Sunset) — місто (англ. city) в США, в окрузі Девіс штату Юта. Населення — 5475 осіб (2020).

## Географія
Сансет розташований за координатами 41°8′17″ пн. ш. 112°1′42″ зх. д. / 41.13806° пн. ш. 112.02833° зх. д. (41.138060, -112.028388).  За даними Бюро перепису населення США в 2010 році місто мало площу 3,40 км², з яких 3,39 км² — суходіл та 0,01 км² — водойми. В 2017 році площа становила 3,79 км², з яких 3,78 км² — суходіл та 0,01 км² — водойми.

## Демографія
Згідно з переписом 2010 року, у місті мешкали 5122 особи в 1734 домогосподарствах у складі 1298 родин. Густота населення становила 1506 осіб/км².  Було 1826 помешкань (537/км²).
Расовий склад населення:
| - 83,3 % — білих - 2,4 % — азіатів - 1,4 % — чорних або афроамериканців - 0,7 % — корінних американців - 0,3 % — вихідців з тихоокеанських островів - 7,2 % — осіб інших рас |

До двох чи більше рас належало 4,7 %. Частка іспаномовних становила 15,3 % від усіх жителів.
За віковим діапазоном населення розподілялося таким чином: 31,8 % — особи молодші 18 років, 56,0 % — особи у віці 18—64 років, 12,2 % — особи у віці 65 років та старші. Медіана віку мешканця становила 29,8 року. На 100 осіб жіночої статі у місті припадало 102,9 чоловіків;  на 100 жінок у віці від 18 років та старших — 97,9 чоловіків також старших 18 років.
Середній дохід на одне домашнє господарство  становив 53 752 долари США (медіана — 47 321), а середній дохід на одну сім'ю — 62 528 доларів (медіана — 58 641). Медіана доходів становила 39 488 доларів для чоловіків та 25 385 доларів для жінок. За межею бідності перебувало 18,5 % осіб, у тому числі 25,4 % дітей у віці до 18 років та 7,4 % осіб у віці 65 років та старших.
Цивільне працевлаштоване населення становило 2319 осіб. Основні галузі зайнятості: роздрібна торгівля — 20,8 %, освіта, охорона здоров'я та соціальна допомога — 16,4 %, науковці, спеціалісти, менеджери — 15,8 %.